# Monument historique (Espagne)

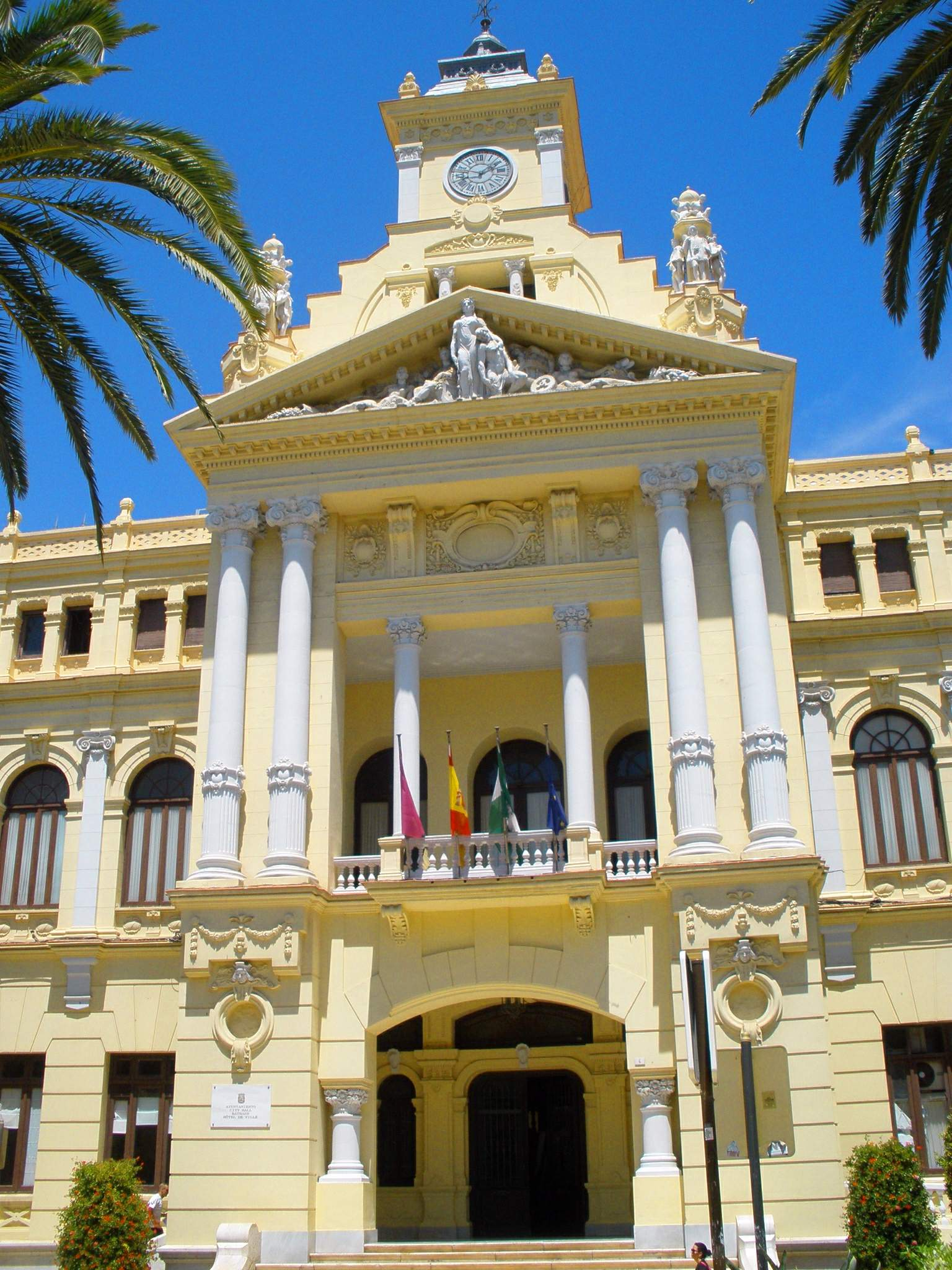
L'Hôtel de ville de Malaga, classé Monument historique en 2010.

Les monuments historiques ou monuments du patrimoine historique en Espagne sont des réalisations architecturales, d'ingénierie ou des sculptures qui du fait de leur intérêt et valeur jouissent d'une protection juridique au titre de la loi 16/1985 du 25 juin 1985 sur le patrimoine historique espagnol. Il s’agit de l’une des cinq classifications possibles des biens d’intérêt culturel.

## Définition et présentation

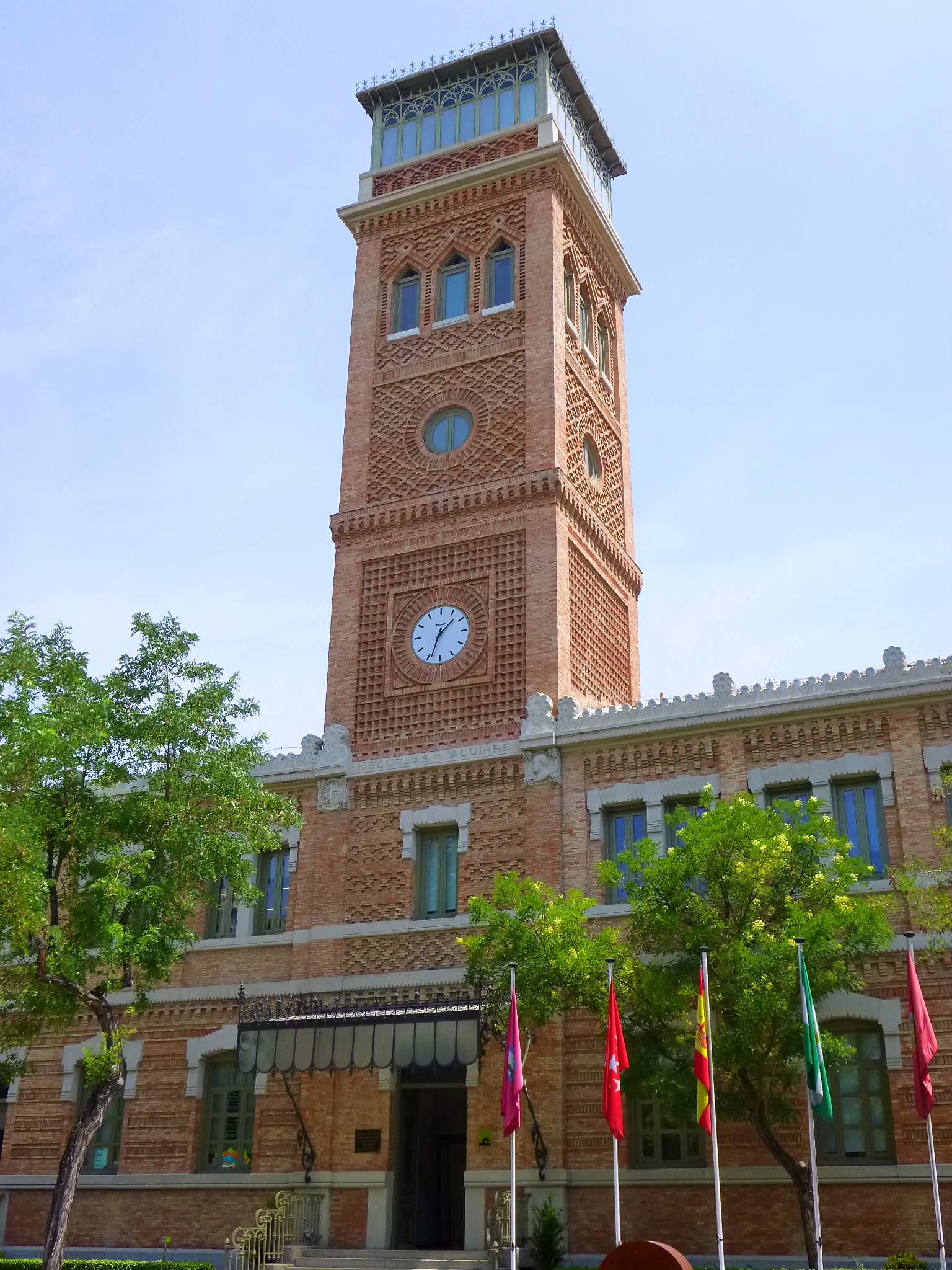
La Casa Árabe de Madrid, bâtiment de style Néo-mudéjar classé monument historique en 1977.

Le texte précise la nature des biens immobiliers :
« Son Monumentos aquellos bienes inmuebles que constituyen realizaciones arquitectónicas o de ingeniería, u obras de escultura colosal siempre que tengan interés histórico, artístico, científico o social. »
— Article 15, alinéa 1 de la loi du 25 juin 1985.
« Les monuments sont des biens immeubles qui constituent des réalisations architecturales, des ouvrages d'art ou des sculptures monumentales qui ont un intérêt historique, artistique, scientifique ou social. »
— Article 15, alinéa 1 de la loi du 25 juin 1985.
Les monuments sont une des cinq catégories de biens d'intérêt culturel de type immobilier reconnues par la loi de 1985, à côté des jardins historiques, ensembles historiques, sites historiques et zones archéologiques.
Le catalogue des monuments est géré par la Sous-direction générale de la protection du patrimoine historique (Subdirección General de Protección del Patrimonio Histórico) de la Direction générale des beaux-arts et des biens culturels (Dirección General de Bellas Artes y Bienes Culturales) du ministère de la Culture espagnol comme un sous-ensemble du catalogue général des biens d'intérêt culturel auquel participent également les différentes communautés autonomes.
Le catalogue comportait en 2011, 16 500 biens d'intérêt culturel parmi lesquels 13 000 monuments.
Par ailleurs, l'Institut du patrimoine culturel d'Espagne (IPCE) a des missions de restauration, de recherche, de documentation, de formation et de conseil dans la conservation du patrimoine historique.

## Source
- (es) Cet article est partiellement ou en totalité issu de l’article de Wikipédia en espagnol intitulé « Monumentos del patrimonio histórico de España » (voir la liste des auteurs).